# Casapesenna
Casapesenna é uma comuna italiana da região da Campania, província de Caserta, com cerca de 6.461 habitantes.. Estende-se por uma área de 2 km², tendo uma densidade populacional de 3231 hab/km². Faz fronteira com Giugliano in Campania (NA), San Cipriano d'Aversa, San Marcellino, Trentola-Ducenta, Villa di Briano.

## Demografia
| Variação demográfica do município entre 1861 e 2011                               |
|                                                                                   |
| Fonte: Istituto Nazionale di Statistica (ISTAT) - Elaboração gráfica da Wikipedia |